# John Carter (contrebandier)
Pour les articles homonymes, voir John Carter et Carter.
John Carter (né en 1770, disparu mystérieusement, présumé mort en 1807) est un célèbre contrebandier et naufrageur britannique des XVIIIe et XIXe siècles. Surnommé « King of Prussia » (littéralement : « Roi de Prusse ») en référence à ses activités de contrebande autour de Prussia Cove, Cornouailles en compagnie de ses frères, Harry et Charles. Il reçoit ce surnom en raison de sa prétendue ressemblance avec Frédéric le Grand, roi de Prusse un homme qu'il admirait grandement au point de donner son nom à la crique, située à l'est de Penzance. D'après un reportage de la BBC, « les Carters de Prussia Cove sont parmi les plus célèbres contrebandiers de Cornouailles »,.
Selon les témoignages de l'époque, et en dépit de ses activités, Carter était un Méthodiste dévoué qui était réputé pour sa probité. Sa vie est surtout connue à travers l'autobiographie rédigée par son frère Harry et il est entré dans le folklore de la région depuis des générations.